# Robert Treat
Robert Treat (Somerset, Inglaterra, 23 de febrero de 1624-Milford (Connecticut), 12 de julio de 1710) fue un líder colonial de Nueva Inglaterra, gobernador de la Provincia de Connecticut entre 1683 y 1698, y fundador de la ciudad de Newark (Nueva Jersey).

## Biografía
Su padre fue Richard Treat, uno de los fundadores de Nueva Inglaterra. Cuando Robert tenía quince años, en 1639, fundó con otros compañeros la colonia de New Haven, pero en 1665 el gobierno obligaba a que esta colonia se uniese a la provincia de Massachusetts, a lo que estando en desacuerdo, Treat decidió emigrar y fundó la ciudad de Newark.